# ديك سبينس
ديك سبينس (بالإنجليزية: Dick Spence) (18 يوليو 1908 في المملكة المتحدة - 1983) هو لاعب كرة قدم بريطاني (وحمل سابقاً جنسية المملكة المتحدة لبريطانيا العظمى وأيرلندا) في مركز الهجوم. شارك مع منتخب إنجلترا لكرة القدم. أما مع النوادي، فقد لعب مع تشيلسي ونادي بارنسلي.

## وصلات خارجية
- ديك سبينس على موقع قاعدة بيانات كرة القدم.إي يو (الإنجليزية)
- ديك سبينس على موقع ناشيونال فوتبول تيمز (الإنجليزية)